# Crambidia allegheniensis
Crambidia allegheniensis là một loài bướm đêm thuộc phân họ Arctiinae, họ Erebidae.